# Santeria and The Porn Horns
Santeria & the Porn Horns ist eine Münchner Gruppe von Musikern, die vorwiegend Ska, Reggae und Punk spielen. Sie wurde im Jahre 2001 von Don Bepone und Kongo Joe gegründet. Die Band singt auf Deutsch, Englisch, Italienisch und Französisch und besteht aus neun Mitgliedern sowie diversen Gastmusikern. 2011 feierte die Band ihr zehntes Jubiläum im Feierwerk München.

## Diskografie
- 2005: Babylon by 2CV (EP, Eigenveröffentlichung)
- 2007: Rocksteady Telegraph (Album, Soulfire Artists / Rough Trade)
- 2009: Bad Habit (Album, Soulfire Artists / Rough Trade)
- 2011: Live (Soulfire Artists / Rough Trade)